# گینزویل (میزوری)
گینزویل (به انگلیسی: Gainesville) یک شهر در ایالات متحده آمریکا است که در شهرستان اوزارک، میزوری واقع شده‌است. گینزویل ۷٫۴۳ کیلومتر مربع مساحت و ۷۷۳ نفر جمعیت دارد و ۲۳۸ متر بالاتر از سطح دریا قرار دارد.